# Trithemis nuptialis
Trithemis nuptialis е вид водно конче от семейство Libellulidae. Видът не е застрашен от изчезване.

## Разпространение
Разпространен е в Ангола, Габон, Демократична република Конго, Екваториална Гвинея, Замбия, Камерун, Кот д'Ивоар, Уганда и Централноафриканска република.